# 유즈노우크라인스크

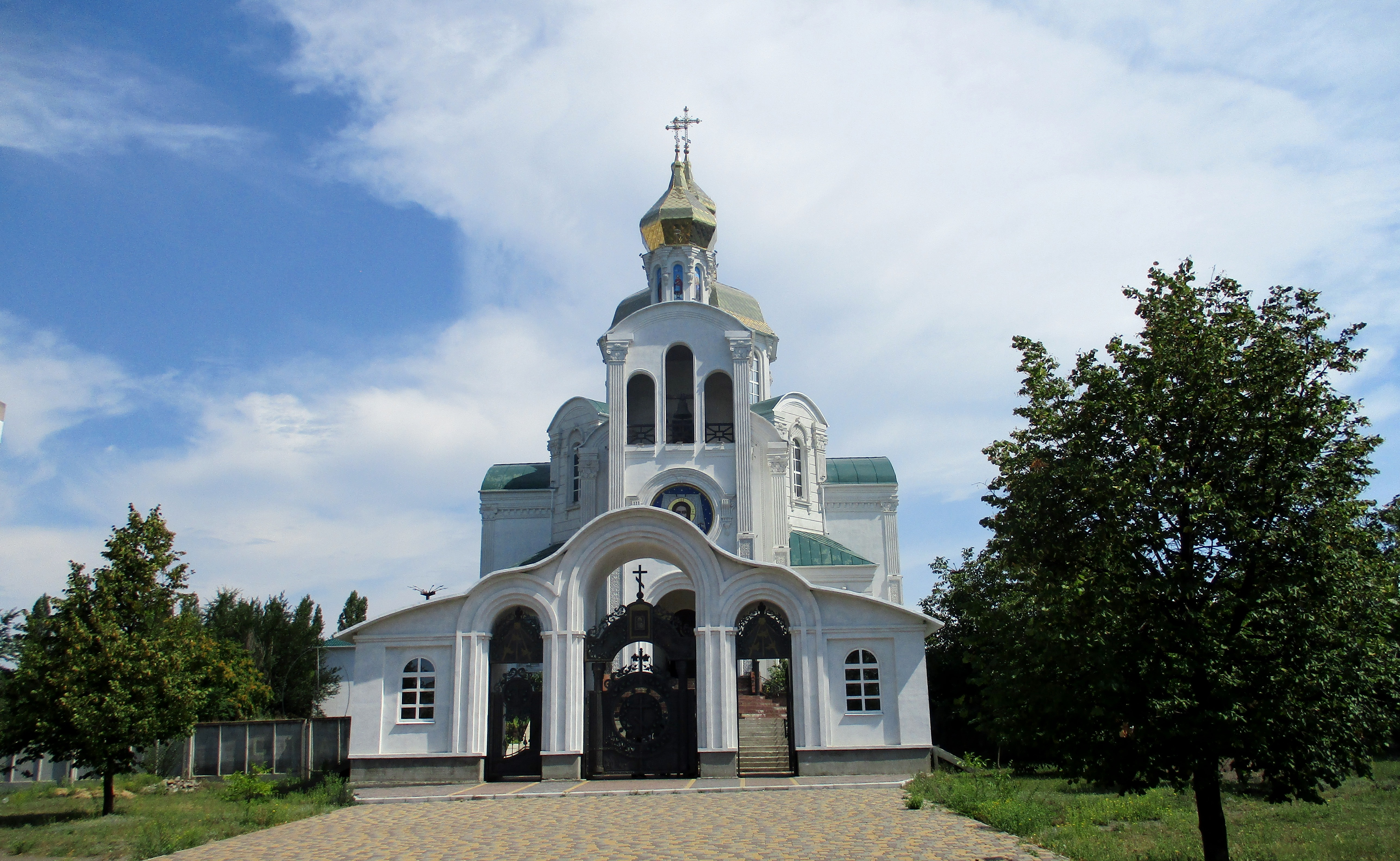
구세주 그리스도 대성당

유즈노우크라인스크(Южноукраїнськ)는 수도 키이우에서 남쪽으로 약 350km 떨어진 우크라이나 미콜라이우주 보즈네센스크 라이온의 남부크강에 위치한 도시이다. 우크라이나의 흐로마다 중 하나인 유즈노우크라인스크 도시 흐로마다의 행정을 담당한다. 인구: 38,560명(2022년 추정치).

## 어원
러시아어에서 "Южно"(유즈노)라는 단어는 "남쪽"을 의미하지만 우크라이나어에는 이 단어가 존재하지 않는다. 우크라이나어로 "남쪽"은 "Південно"이다.